# Арнальдо Сентіменті
Арнальдо Сентіменті (італ. Arnaldo Sentimenti, 24 травня 1914, Бомпорто — 12 червня 1997, Неаполь) — італійський футболіст, що грав на позиції воротаря, насамперед за «Наполі». По завершенні ігрової кар'єри — тренер.
Другий за віком з п'яти братів Сентіменті, які у тому чи іншому вигляді зробили внесок у розвиток італійського футболу, тому був відомий як Сентіменті II.

## Ігрова кар'єра
Народився 24 травня 1914 року в місті Бомпорто. Вихованець юнацької команди клубу «Про Модена».
У дорослому футболі дебютував 1930 року виступами за команду «Кревалькоре», в якій провів три сезони, взявши участь у 28 матчах чемпіонату, згодом грав за  «Урбіно».
1934 року став гравцем «Наполі», швидко став основним голкіпером команди, а з 1938 року — її капітаном. Захищав кольори неаполітанської команди до 1948 року з перервою протягом 1943—1945 років, коли офіційні футбольні змагання у країні не проводилися, а Сентіменті втстиг пограти за «Карпі» як граючий тренер.
У 1948 році досвідчений голкіпер приєднався до лав «Палермо», за який провів три гри протягом сезону. Останнім клубом гравця стала «Модена», в якій він перебував протягом 1949—1950 років, проте вже як резервний воротар.

## Кар'єра тренера
Маючи невеликий тренерський досвід як граючий тренер «Карпі» у 1944 році і «Наполі» протягом частини 1948 року, після завершення ігрової кар'єри вирішив присвятити себе тренерській роботі.
Протягом 1950-х і 1960-х років працював з низкою команд другого, третього і четвертого італійських дивізіонів. Також у період 1953–1957 років тренував молодіжну команду «Лаціо».
Помер 12 червня 1997 року на 84-му році життя у місті Неаполь.